# Miguel Ángel Ladero Quesada
Miguel Ángel Ladero Quesada (Valladolid, 14 de enero de 1943) es un historiador español.

## Biografía
Estudió en la Universidad de Valladolid, donde obtuvo el título de Doctor en Filosofía y Letras (1967, s. cum laude). Ejerció como archivero en el Archivo General de Simancas y en el Ministerio de Hacienda (1961-1970). Ha sido catedrático de Historia Medieval en las Universidades de La Laguna de Tenerife (1970), Sevilla (1974) y Complutense de Madrid (de 1978 a 2013), de la que es Profesor Honorífico. En noviembre de 1990 fue elegido Académico de número de la Real Academia de la Historia (medalla 25). Es Doctor honoris causa por las Universidades de La Laguna, Cádiz y Huelva. Ha sido Presidente del Comité Español de Ciencias Históricas entre 2012 y 2018 y director de la revista En la España Medieval entre 1980 y 2014 (Universidad Complutense).
Investigador de la historia de la Corona de Castilla entre los siglos XIII y XV, es autor de 450 libros, partes de libro y artículos dedicados al estudio del sistema político de la Corona, Hacienda Real, ejércitos y armadas, sociedad y economía, nobleza, ciudades, época de los Reyes Católicos, Andalucía, Granada nazarí, comunidades judías y mudéjares, Canarias e Indias hasta 1520. Autor también de libros de síntesis sobre Historia  de la Edad Media europea y mediterránea.

## Tesis doctorales
Estudiantes doctorales, 47, de los que once son catedráticos de Universidad: José Sánchez Herrero (tesis doctoral en 1973), María de la C. Quintanilla Raso (1977), Alfonso Franco Silva (1977), Pedro Porras Arboledas (1981), Mercedes Borrero Fernández (1982), José Manuel Nieto Soria (1982), Eduardo Aznar Vallejo (1982), Enrique Cantera Montenegro (1983), María Asenjo González (1983), Javier Pérez-Embid Wamba (1984), Rafael Sánchez Saus (1986).

## Obras
- Niebla, de Reino a Condado: noticias sobre el Algarbe andaluz en la baja edad media (Real Academia de la Historia, Madrid, 1992).
- La formación medieval de España. Territorios, regiones, reinos (Madrid [M], Alianza Editorial, 2004, 2014).
- Lecturas sobre la España histórica (M. Real Academia de la Historia [RAH], 1998)
- La reconquista y el proceso de diferenciación política, 1035-1217 (director, M, Espasa-Calpe, 1998)
- Poder político y sociedad en Castilla. Siglos XIII al XV (M, Dykinson, 2014)
- España a finales de la Edad Media [1250-1520]. 1. Población. Economía. 2. Sociedad (M, Dykinson, 2017-2019, 2v.)
- Ciudades de la España medieval. Introducción a su estudio (M, Dykinson, 2010, 2019)
- La España de los Reyes Católicos (M, Alianza Editorial, 1999, 2014)
- Isabel I de Castilla. Siete ensayos sobre la reina, su entorno y sus empresas (M, Dykinson, 2012)
- Los últimos años de Fernando el Católico. 1505-1517 (M, Dykinson, 2016, 2019)
- Fiscalidad y poder real en Castilla (1252-1369) (M, Universidad Complutense, 1993. RAH, 2011)
- La Hacienda Real de Castilla. 1369-1504 (La Laguna, Universidad, 1973. M, RAH, 2009)
- Diez estudios sobre Hacienda, política y economía en Castilla (M, Dykinson, 2021)
- Historia militar de España. 2. Edad Media (director, M, Ministerio de Defensa, 2010).
- Castilla y la conquista del reino de Granada (Valladolid, Universidad, 1967. Granada, Diputación Provincial, 1993)
- Ejércitos y armadas de los Reyes Católicos. 1494-1504 (M, RAH, 2010)
- Granada, historia de un país islámico (1232-1571) (M, Gredos, 1969, 1989. Granada, Universidad, 2023)
- Granada después de la conquista. Repobladores y mudéjares (Granada, Diputación Provincial, 1993)
- Castilla, Granada y Berbería (del siglo XIII al XVI) (M, RAH, 2022)
- Andalucía en el siglo XV. Estudios de historia política (M, CSIC, 1973)
- Historia de Sevilla. La ciudad medieval (Sevilla, Universidad, 1976, 1989)
- Andalucía a fines de la Edad Media. Estructuras, valores, sucesos (M, Mapfre, 1992. Cádiz, Universidad, 1999)
- Los señores de Andalucía. Investigaciones sobre nobles y señoríos en los siglos XIII a XV (Cádiz, Universidad, 1998)
- Guzmán. La casa ducal de Medina Sidonia en Sevilla y su reino. 1282-1521 (M, Dykinson, 2015)
- Paseos por el siglo XV andaluz (M, Dykinson, 2021)
- Las Indias de Castilla en sus primeros años. Cuentas de la Casa de la Contratación. 1503-1521 (M, Dykinson, 2008)
- Los mudéjares de Castilla y otros estudios de historia medieval andaluza (Granada, Universidad, 1989)
- Europa medieval y mundo islámico. Seis estudios (M, Dykinson, 2015)
- Judíos y conversos de Castilla en el siglo XV (M, Dykinson, 2016)
- Historia Universal. Edad Media (Barcelona, Vicens Vives, 1987, 2011)
- Países y hombres de la Edad Media (Granada, Universidad, 2007)
- Las fiestas en la Europa medieval (Barcelona, Areté, 2004. M, Dykinson, 2015)
- Espacios y viajes. El mundo exterior de los europeos en la Edad Media (M, Dykinson, 2020)

## Reconocimientos
Es doctor honoris causa por la Universidad de Cádiz Honoris Causa Archivado el 20 de julio de 2009 en Wayback Machine. - Universidad de Cádiz. Premio Menéndez Pelayo (CSIC, 1974), Premio Nacional de Historia de España (Ministerio de Cultura, 1994),  Premio de Historia Órdenes Españolas (2019). Miembro honorífico de la Academia Portuguesa da História. Miembro de la Academia Ibero-Americana de Cádiz, del Instituto de Estudios Canarios, del Centro de Estudios Históricos de Granada y su Reino, de la Comisión Europea para la Historia de las Ciudades, del comité científico del Istituto Internazionale di Storia Economica Francesco Datini (Prato, Italia), del comité científico internacional de la revista Le Moyen Âge (Bélgica). 